# Lyophyllum favrei
Lyophyllum favrei är en svampart som först beskrevs av R. Haller Aar. & R. Haller Suhr, och fick sitt nu gällande namn av R. Haller Aar. & R. Haller Suhr 1950. Lyophyllum favrei ingår i släktet Lyophyllum och familjen Lyophyllaceae.   Inga underarter finns listade i Catalogue of Life.
I den svenska databasen Dyntaxa används istället namnet Calocybe favrei för samma taxon.  Arten har ej påträffats i Sverige.